# Brigittenau
Brigittenau ([bʀiˌɡɪtəˈnaʊ̯]ⓘ) is het 20ste district van Wenen. Brigittenau werd in 1900 van Leopoldstadt afgesplitst en is genoemd naar de Brigittakapel, die hier in 1650 werd gebouwd.
In Brigittenau staat de Millennium Tower uit 1999, die tot 2014 het hoogste kantoorgebouw van Oostenrijk was.